# Шахрітус
Шахріту́с (тадж. Шаҳритӯс) — селище міського типу у складі Хатлонської області Таджикистану. Адміністративний центр Шахрітуського району.
Назва селища означає «місто Туза», місця народження перського поета Фірдоусі.
Населення — 15800 осіб (2015).